# 7è Festival Internacional de Cinema de Moscou
El 7è Festival Internacional de Cinema de Moscou es va celebrar entre el 20 de juliol i el 3 d'agost de 1971. Els Premis d'Or foren atorgats a la pel·lícula italiana Confessione di un commissario di polizia al procuratore della repubblica de Damiano Damiani, a la pel·lícula japonesa Hadaka no jukyusai de Kaneto Shindoi la soviètica Belaia ptitsa s txiornoi otmetinoi de Iuri Ilienko.

## Jurat
- Grigori Kozintsev (URSS - President del jurat)
- Txinguiz Aitmàtov (URSS)
- Paulin Soumanou Vieyra (Senegal)
- Serguei Geràssimov (URSS)
- Erwin Geschonneck (RDA)
- Karel Zeman (Txecoslovàquia)
- Giuliano Montaldo (Itàlia)
- James Aldridge (Gran Bretanya)
- Galsaniin Rinchensambu (Mongòlia)
- Armando Robles Godoy (Perú)
- Beata Tyszkiewicz (Polònia)
- Youssef Chahine (Egipte)

## Pel·lícules en competició
Les següents pel·lícules foren seleccionades per la competició:
| Títol original                                                           | Director(s)                    | País de producció                         |
| ------------------------------------------------------------------------ | ------------------------------ | ----------------------------------------- |
| Akseli ja Elina                                                          | Edvin Laine                    | Finlàndia                                 |
| Belaia ptitsa s txiornoi otmetinoi                                       | Yuri Ilyenko                   | Unió Soviètica                            |
| Brzezina                                                                 | Andrzej Wajda                  | Polònia                                   |
| Em Família                                                               | Paulo Porto                    | Brasil                                    |
| The Sandpit Generals                                                     | Hall Bartlett                  | Estats Units                              |
| Goya – oder der arge Weg der Erkenntnis                                  | Konrad Wolf                    | RDA, Unió Soviètica, Bulgària, Iugoslàvia |
| Güemes: la tierra en armas                                               | Leopoldo Torre Nilsson         | Argentina                                 |
| Girl Nyun '                                                              | Nguyen Duk Hinh, Ding Nhat Min | Vietnam                                   |
| Los días del agua                                                        | Manuel Octavio Gómez           | Cuba                                      |
| Khurgen khuu                                                             | Dejidiin Gigjid                | Mongòlia                                  |
| Españolas en París                                                       | Roberto Bodegas                | Espanya                                   |
| Klíč                                                                     | Vladimír Čech                  | Txèquia                                   |
| Cromwell                                                                 | Ken Hughes                     | Regne Unit                                |
| Mathias Kneissl                                                          | Reinhard Hauff                 | RFA                                       |
| Mihai Viteazul                                                           | Sergiu Nicolaescu              | Romania, França, Itàlia                   |
| Mon oncle Antoine                                                        | Claude Jutra                   | Canadà                                    |
| Ganivet (السكين)                                                         | Khaled Hammada                 | Síria                                     |
| L'Opium et le Bâton                                                      | Ahmed Rachedi                  | Algèria                                   |
| Gnevno patuvane                                                          | Nikola Korabov                 | Bulgària                                  |
| Confessione di un commissario di polizia al procuratore della repubblica | Damiano Damiani                | Itàlia                                    |
| Sagina Mahato                                                            | Tapan Sinha                    | Índia                                     |
| Salyut, Maria! (Салют, Мария!)                                           | Iosif Kheifits                 | Unió Soviètica                            |
| Hadaka no jukyusai                                                       | Kaneto Shindo                  | Japó                                      |
| Isten hozta, őrnagy úr!                                                  | Zoltán Fábri                   | Hongria                                   |
| Les Assassins de l'ordre                                                 | Marcel Carné                   | França, Itàlia                            |
| Fellagas '                                                               | Omar Khlifi                    | Tunísia, Bulgària                         |
| Crno seme                                                                | Kiril Cenevski                 | Iugoslàvia                                |
| Aghaye hallou                                                            | Dariush Mehrjui                | Iran                                      |
| Emitaï                                                                   | Ousmane Sembène                | Senegal                                   |

## Guardonats
- Premi d'Or:
  - Confessione di un commissario di polizia al procuratore della repubblica de Damiano Damiani
  - Hadaka no jukyusai de Kaneto Shindo
  - Belaia ptitsa s txiornoi otmetinoi de Yuri Ilyenko
- Premi d'Or per Direcció: Andrzej Wajda per Brzezina
- Premi d'Argent:
  - Emitaï d'Ousmane Sembène
  - Klíč de Vladimír Čech
  - Em Família de Paulo Porto
- Premis Especials:
  - Goya – oder der arge Weg der Erkenntnis de Konrad Wolf
  - Los días del agua de Manuel Octavio Gómez
- Premis:
  - Millor Actor: Daniel Olbrychski per Brzezina
  - Millor Actor: Richard Harris per Cromwell
  - Millor Actriu: Ada Rogovtseva per Salyut, Maria!
  - Millor Actriu: Idalia Anreus per Los días del agua
- Diplomes:
  - Conjunt d'actors per Khurgen khuu
  - Jove Actriu: Kin Zung per Girl Nyun
- Premi FIPRESCI: Los días del agua de Manuel Octavio Gómez
- Menció especial: Little Big Man d'Arthur Penn (fora de competició)